# تلمبه حسین ولی
تلمبه حسین ولی یک منطقهٔ مسکونی در ایران است که در دهستان قناتغستان واقع شده‌است.